# Wendeni csata
A wendeni csata az 1600–11-es lengyel–svéd háború első ütközete volt a lengyel–litván és a svéd sereg között 1601. január 7-én Wenden mellett, Livóniában, a mai Lettország területén. Lengyelesen a csata neve Kieśi csata, lett formában Cēsisi csata.

## Előzmények
III. Zsigmond lengyel király kudarcba fulladt svédországi expedíciója után – amelynek következménye az lett, hogy elveszítette a svéd trónt, – alig egy évvel új háború robbant ki a két ország között. A svédeknek a terve az volt, hogy ezáltal a teljes Livóniát az uralmuk alá hajthatják.
A háború első nagy összecsapásának keretében egy 3000 fős svéd expedíciós sereg indult Livónia lengyel részébe.

## A csata
A svéd expedíció Dorpatból indult Riga felé. A lengyel szolgálatban álló német Georg Farensbach és Maciej Dębiński mindössze 700 lengyel–litván lovassal vonult ellenük. A lengyelek a spanyol ún. caracol spirál alakzatot leíró lovassági támadásokkal (az ellenség megtévesztésére szolgál) sújtották a svédeket, akiket végül alaposan megtépázva vertek vissza. A lengyelek tíz halottjával és 60 sebesültjével szemben a svédek 1900 embert hagytak holtan a csatatéren 11-en fogságba kerültek, 100 megsebesültek.

## A csata után
A csatát követően a svédek egyre nagyobb erővel támadták a livóniai lengyel erőket. Öt hónappal később nyílt csatában a Svédországot irányító Södermanland hercegének fia, Károly súlyos vereséget szenvedett Kokkenhausennél, Riga közelében. 